# Amorphis
Amorphis je finski progresivni/folk death metal-sastav. Osnovali su ga Jan Rechberger, Tomi Koivusaari i Esa Holopainen 1990. godine. U početku sastav je svirao death metal, ali u kasnijim albumima razvili su druge žanrove. 
Amorphis je poznat po svojoj upotrebi finskog nacionalnog epa, Kalevala, kao izvora svojih tekstova.

## Povijest

### Rane godine
Jan Rechberger i Esa Holopainen 1989. su svirali u speed metal sastavu Violent Solution, kojeg je Tomi Koivusaari napustio prethodne godine da bi osnovao death metal sastav Abhorrence. Violent Solution je polako odumirao jer su se njegovi članovi zainteresirali za druge stvari i stilove glazbe. U tom trenutku Jan Rechberger i Esa Holopainen su dobili ideju sastavljanja death metal-sastava. Početkom 1990., Tomi Koivusaari je zatražen na mjestu pjevača, a Oppu Laine kao basist.
Tijekom tog vremena sastav je tražio Tomija da uzme mjesto ritam gitarista i pjevača, što je dovelo do odbacivanja svih originalnih kompozicija i do novog početka. Kako je sastav krenuo naprijed, Tomijev drugi sastav, Abhorrence, se raspao.

### Karelian Isthmus i Tales from the Thousand Lakes
Uskoro nakon što je sastav snimio svoju prvu studijsku demo-vrpcu, Tomi je dobio pismo od Relapse Recordsa koji je nudio Abhorrenceu ugovor za snimanje. Pošto Abhorrence više nije bio aktivan, sastav je brzo poslao svoj vlastiti demo i na kraju su potpisali ugovor za snimanje. Ugovor će kasnije zamalo uništiti sastav, zbog dugog obvezivanja i loših odnosa među glazbenicima. Ubrzo nakon potpisivanja, izdali su svoj death metal debut album The Karelian Isthmus i kasnije Privilege of Evil EP. Na EPu je sudjelovao i originalni pjevač Abhorrencea, Jukka Kolehmainen, na obradi Abhorrenceove pjesme Vulgar Necrolatry. 
1996. Amorphis je izdao drugi studijski album, Tales from the Thousand Lakes, konceptualni album baziran na finskom nacionalnom epu, Kalevala. Ovo izdanje iz 1994., dok su još bili ukorijenjeni u death metalu, smatra se prvim značajnim korakom u novom smjeru, pošto su dodani čisti vokali Ville Tuomija. 

### Elegy i Tuonela
Uspjeh albuma Tales from the Thousand Lakes bio je brz i silan. Turneje koje su uslijedile, kao i pretrpani rasporedi, uzeli su svoj danak, te je klavijaturist Kasper uskoro odlučio napustiti sastav. Zamjena je pronađena u Kimu Rantali. Jana je zamijenio Pekka Kasari (ex-Stone). Uoči snimanja trećeg albuma, Amorphis je uključio 6. člana – pjevača Pasija Koskinena. Treći album, Elegy, izdan je 1996. Za tekstove su ponovo zaslužna finska mitologija, u ovom slučaju iz Kalevale, zbirke starinske narodne poezije. Pasi i Tomi podijelili su mjesto pjevača, a Pasijeva uloga je ograničena na dijelove s čistim vokalima.
Nakon otprilike godinu i pol opsežnih turneja nakon kojih je uslijedilo izdanje Elegyja, članovi sastav su se odlučili za time-out radi skupljanja energije i planiranja nov materijala. Njihova sljedeća ponuda, album Tuonela iz 1999. bio je blag „gitarski“ album, iako je pri kraju studijskih snimanja Santeri Kallio iz Kyyrie doveden radi dodavanja zvuka klavijatura u pjesme. Uvedeni su novi instrumenti (Tomi svira sitaru u pjesmi Greed, saksofonist i flautist Sakari Kukko je dodao neke strane prizvuke), a death vokali su sada bilo gotovo potpuno napušteni, kako je sve pjevanje izvodio Pasi.
Novi milenij je dočekan kompilacijom Story za desetu obljetnicu te s novom promjenom u postavi. Nakon raspada Kyyrije, Santeri se pridružio Amorphisu kao stalni član kad je basist Oppu osjetio da više ne može posvećivati sastavu. Njega je zamijenio drugi bivši član sastava Kyyria, Niclas Etelävuori, koji je došao baš na vrijeme za Amorphisovu treću američku turneju.

### Am Universum i Far from the Sun
Am Universum, izdan 2001., zadržao je tešku atmosferu Tuonele ali i uveo raznolikije soundscapeove i puno širi dinamički opseg. Više mjesta je dano klavijaturama i saksofonu, čemu je i ovaj put pridonio Sakari Kukko. To je bio više eksperimentalni album. Diskutabilno je je li to Amorphisov najpsihodeličniji album. Sastav je 2002. zatražen da pridonese soundtracku za film Menolippu Mombasaan. Bili su ovlašteni obraditi finski pop-hit iz 1976., Kuusamo, koji je dobio puni Amorphisov tretman, te do danas ostao jedina njihova pjesma na materinskom finskom jeziku.
Duga Amorphisova veza s Relapse Recordsom završila je albumom Am Universum. Relapse je 2003. izdao retrospektivni Chapters, koji uključuje DVD sa spotovima sastava od Black Winter Day do Alone. Far from the Sun je album koji je sastav producirao sam. Sastavu se opet pridružio prvotni bubnjar Jan Rechberger, nakon što je Pekka Kasari otišao da bi se više posvetio obiteljskim dužnostima. Ako se usporedi s Am Universumom, Far from the Sun je žešći, čišći i ponovo više folk-orijentiran. Sastav je zamalo okončao svoj rad predzadnjim albumom kojeg je kritika ocijenila vrlo loše. Album bi bio popraćen američkom turnejom 2004. ali je na kraju otkazana iz razloga koji su bili izvan kontrole sastava. Pasi, otac dvoje male djece uključen u nebrojene glazbene projekte, odlazi iz sastava nakon 9 godina. Da se raspad ne bi dogodio, pobrinuo se Tomi Joutsen vokal (ex Nevergreen sadašnji Sinisthra ). 

### Eclipse, Silent Waters i Amorphis danas
Amorphis je pronašao svoju zamjenu, Tomija Joutsena (Sinisthra), kojeg mu je netko preporučio. S Tomijem je sastav odradio uspješnu američku turneju i započeo se fokusirati na novi materijal. Grupa je zatim snimila i izdala Eclipse, sedmi album sastava. S novim albumom Eclipse Amorphis je ponovo pustio korijene u metal scenu. Sastav je završio sa snimanjem novog albuma za Nuclear Blast Records pod nazivom Silent Waters koji se pojavio na tržištu 31. kolovoza.
Popis pjesama:
- Weaving The Incantation
- A Servant
- Silent Waters
- Towards And Against
- I Of Crimson Blood
- Her Alone
- Enigma
- Shaman
- The White Swan
- Black River
- Sign

### Skyforger
Novi album pod nazivom Skyforger izašao je 27. svibnja 2009. u Finskoj, a 29. svibnja iste godine u ostatku Europe. U SAD-u je izašao kasnije, 16. lipnja 2009.
Popis pjesama:
- Sampo
- Silver Bride
- From The Heaven Of My Heart
- Sky Is Mine
- Majestic Beast
- My Sun
- Highest Star
- Skyforger
- Course Of Fate
- From Earth I Rose

Europska turneja najavljena je za jesen 2009. 

## Diskografija
Studijski albumi
- The Karelian Isthmus (1992.)
- Tales from the Thousand Lakes (1994.)
- Elegy (1996.)
- Tuonela (1999.)
- Am Universum (2001.)
- Far from the Sun (2003.)
- Eclipse (2006.)
- Silent Waters (2007.)
- Skyforger (2009.)
- The Beginning of Times (2011.)
- Circle (2013.)
- Under the Red Cloud (2015.)
- Queen of Time (2018.)
- Halo (2022.)

EP-ovi
- Privilege of Evil (1993.)
- Black Winter Day (1995.)
- My Kantele (1997.)

## Vanjske poveznice
- Službena stranica